# Bellottia galatheae
Bellottia galatheae är en fiskart som beskrevs av Nielsen och Møller 2008. Bellottia galatheae ingår i släktet Bellottia och familjen Bythitidae. Inga underarter finns listade.